# Куценко Валентина Павлівна
Валентина Павлівна Куценко (нар. 24 вересня 1930, Українська РСР — пом. 5 лютого 2022) — радянська кіноактриса, радянська і російська письменниця.

## Біографія
Валентина Куценко народилася 24 вересня 1930 року в Україні. Батько був учителем, викладав українську і російську мови, а також українську і російську літературу. Мати Харетина Якимівна була родом із селян, під час німецько-радянської війни була зв'язковою партизанських загонів.
Валентина Куценко вступила на акторський факультет Всесоюзного державного інституту кінематографії у 1949 році (курс Василя Ваніна, після його смерті у 1951 році, курс Володимира Бєлокурова). Закінчила ВДІК у 1954 році, була розподілена в штат кіностудії «Мосфільм» та Театру-студії кіноактора. Крім кіно грала в театрі і багато працювала в озвучуванні.
Дебютувала в кіно в 1955 році, зіграв невелику роль у фільмі «Білий пудель» за повістю Олександра Купріна. Популярність прийшла після ролі в картині «Зірки на крилах», де її партнерами були Лев Фричинський та В'ячеслав Тихонов. Інші відомі роботи актриси: Варка («Коли співають солов'ї»), Наташа («Особливе доручення»), Олена («Останні залпи»), Катря («Скільки літ, скільки зим»), Зоя («Люди на Нілі»).
Наприкінці 1970-х років актриса потрапила в автокатастрофу, у результаті якої в неї паралізувало руки. Після лікування вона залишила кінематограф і зайнялася літературною діяльністю. Написала кілька десятків оповідань (збірка «Оповідання для чекаючих»), повість «Про маму» (2010).

### Особисте життя
- Перший чоловік (фактичний) — Конрад Вольф (1925—1982), німецький кінорежисер, з яким Куценко разом навчалася у ВДІКу. Шлюб тривав близько трьох років.
- Другий чоловік — Микола Фігуровський (1923—2003), радянський кінорежисер. Шлюб з 1963 року.
  - Син — Микола Фігуровський (нар. 1966)

## Творчість

### Фільмографія
1. 1955 — Білий пудель — рибалка
2. 1955 — Зірки на крилах — Надія Коренюк
3. 1956 — Долина синіх скель — Леся, подруга Ксені
4. 1956 — Коли співають солов'ї — Варка
5. 1957 — Особливе доручення — Наташа Лемчук
6. 1958 — По той бік — асистенткою доктора
7. 1960 — Леон Гаррос шукає друга — Ольга
8. 1960 — Останні залпи — Олена Колоскова (вокал; музика Мойсей Вайнберг, слова Булат Окуджава)
9. 1962 — Маленькі мрійники (новела «Юльчин день») — мама
10. 1963 — Королівство кривих дзеркал — дама з «променад»
11. 1963 — Три години дороги — Валя, пасажирка
12. 1963 — Четверо в одній шкурі — мама
13. 1964 — Зелений вогник — реєстратор полклиники
14. 1965 — Скільки років, скільки зим! — Катя
15. 1968 — Люди на Нілі — Зоя
16. 1970 — Переступи поріг — мама Андрія Глазунова
17. 1970 — Пісні моря — секретар, яка вважає в комісії голоси
18. 1971 — Хвилина мовчання — Клавдія Федорівна, вчителька математики
19. 1972 — Пічки-лавочки — Ірина Георгіївна, пацієнтка санаторію
20. 1973 — Москва — Кассіопея — журналістка
21. 1974 — Закриття сезону — мама Генки
22. 1975 — Там, за горизонтом — епізод
23. 1975 — …той стане всім… — Ніна Антонівна
24. 1983 — Комета — сусідка (немає в титрах)